# Iris palaestina
Iris palaestina är en irisväxtart som först beskrevs av John Gilbert Baker, och fick sitt nu gällande namn av Pierre Edmond Boissier. Iris palaestina ingår i släktet irisar, och familjen irisväxter. Inga underarter finns listade i Catalogue of Life.

## Bildgalleri

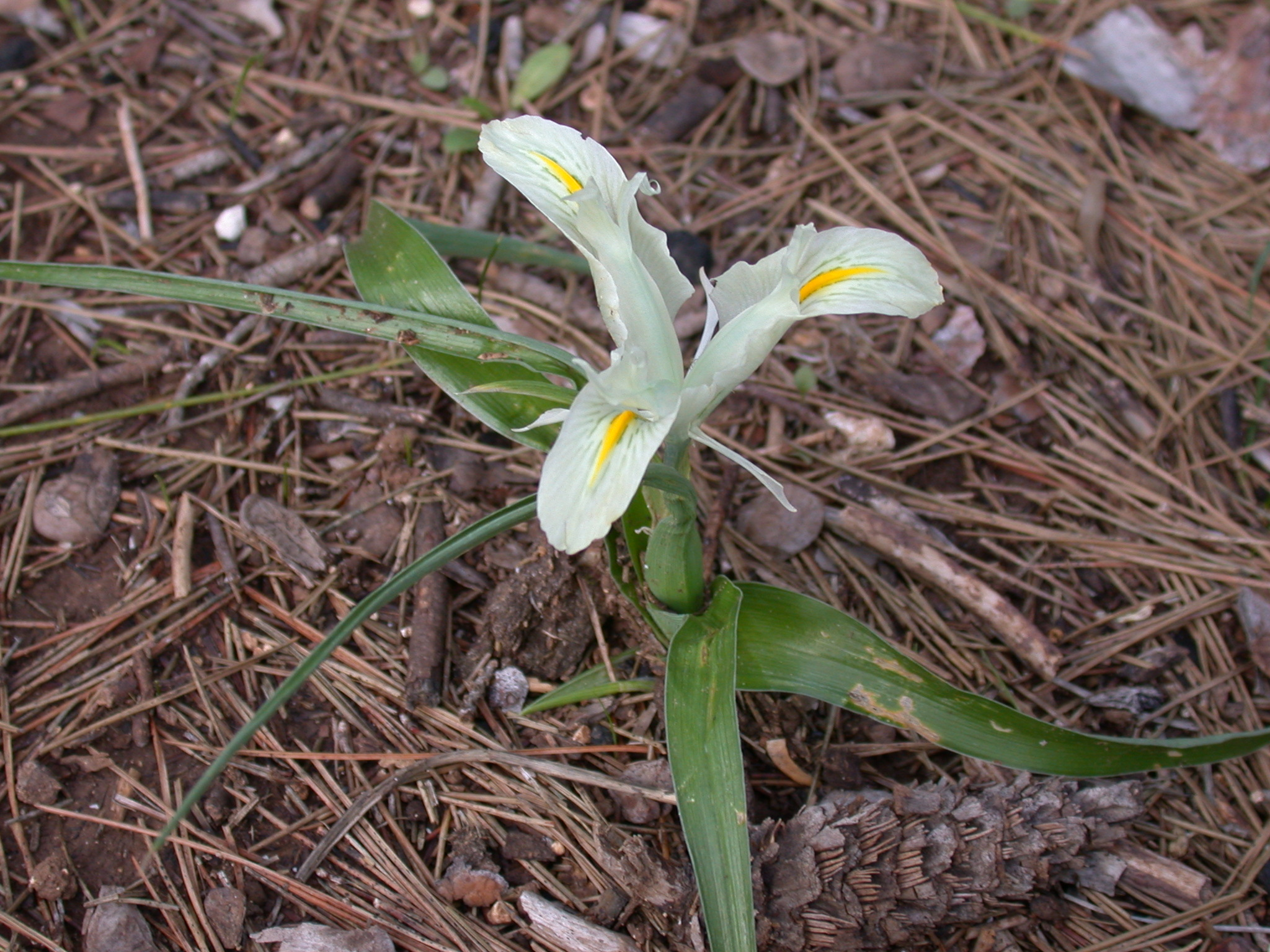
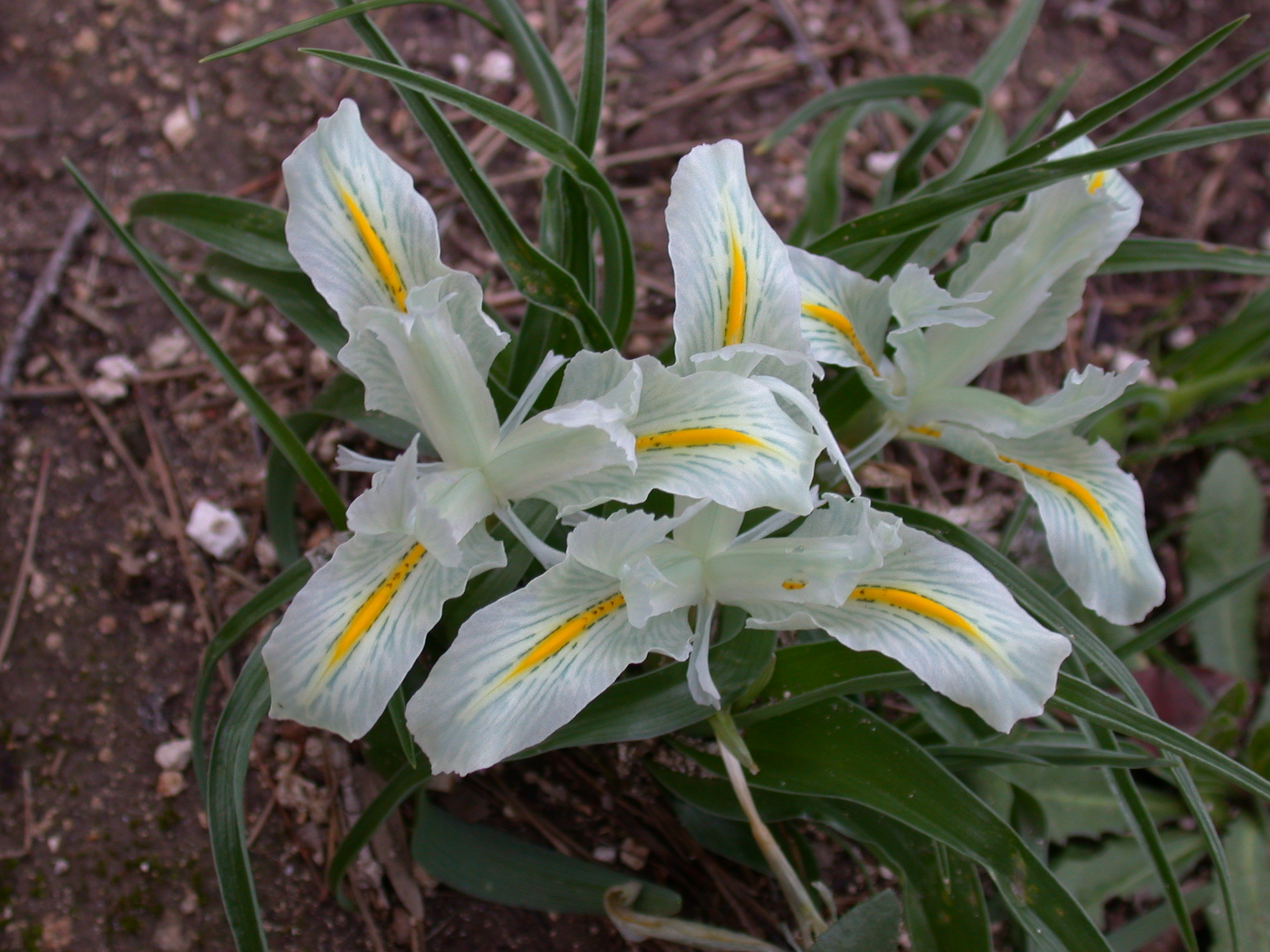
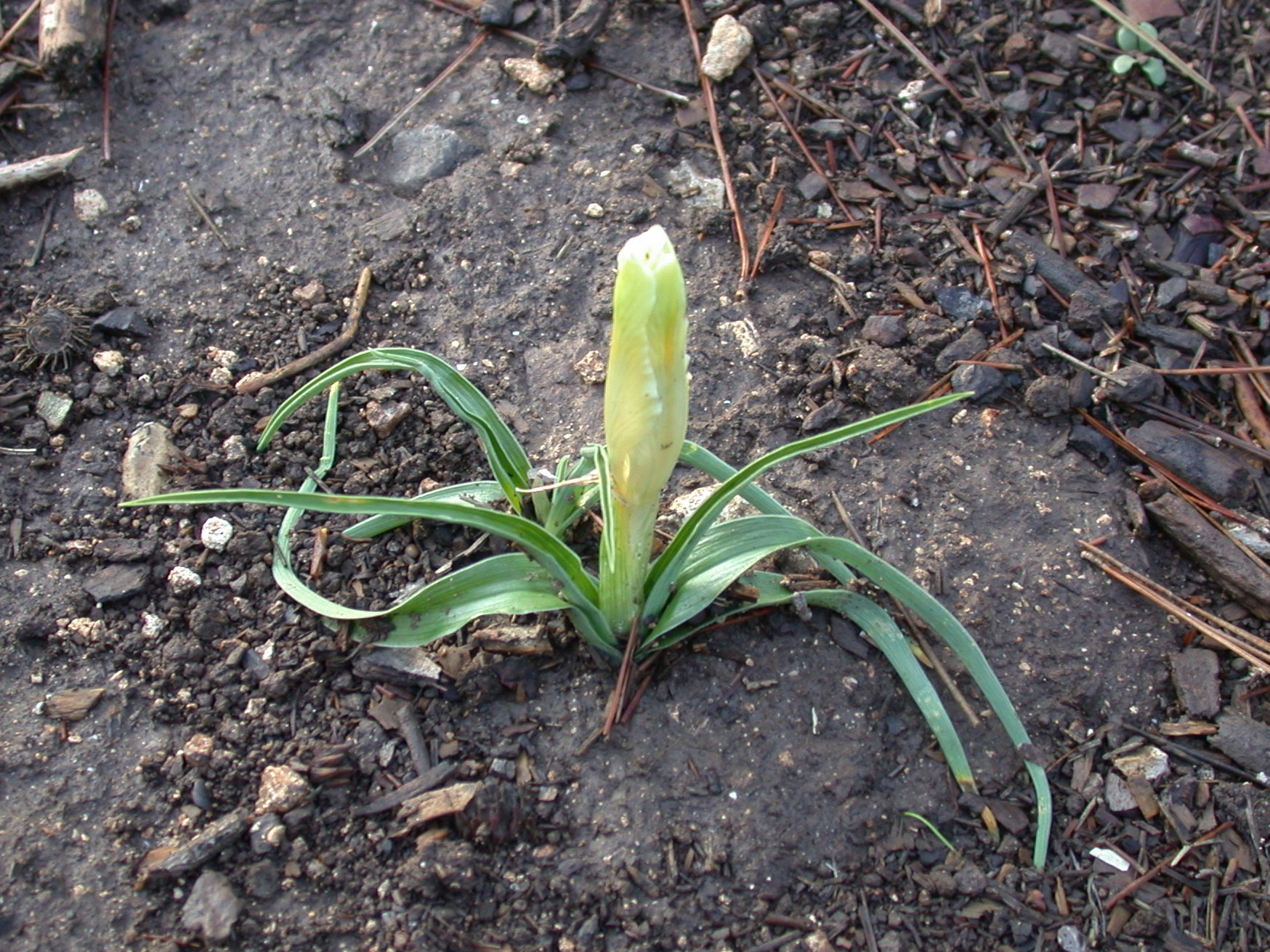
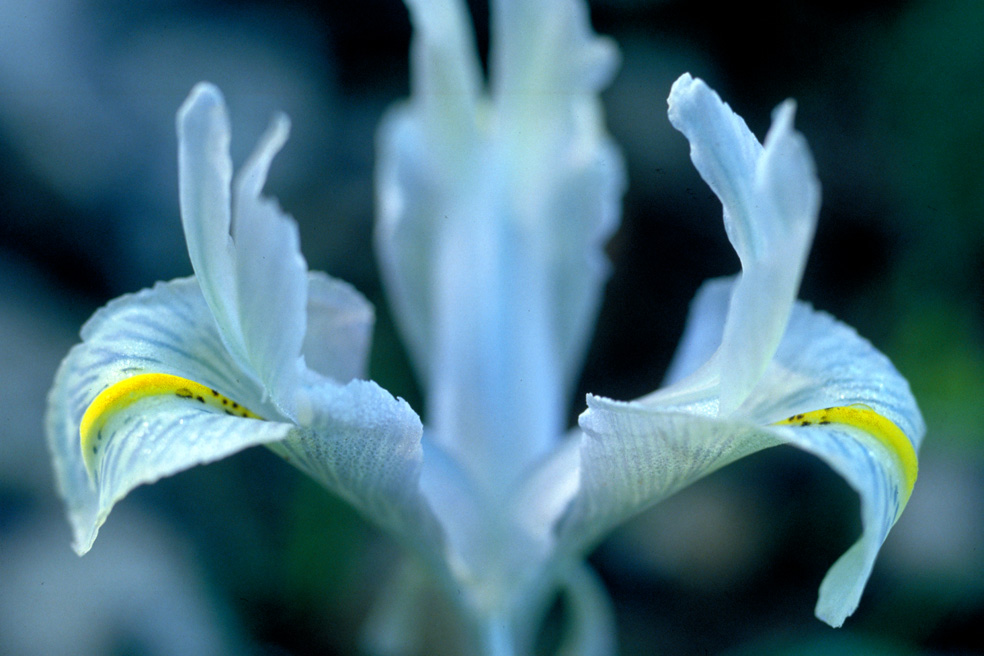
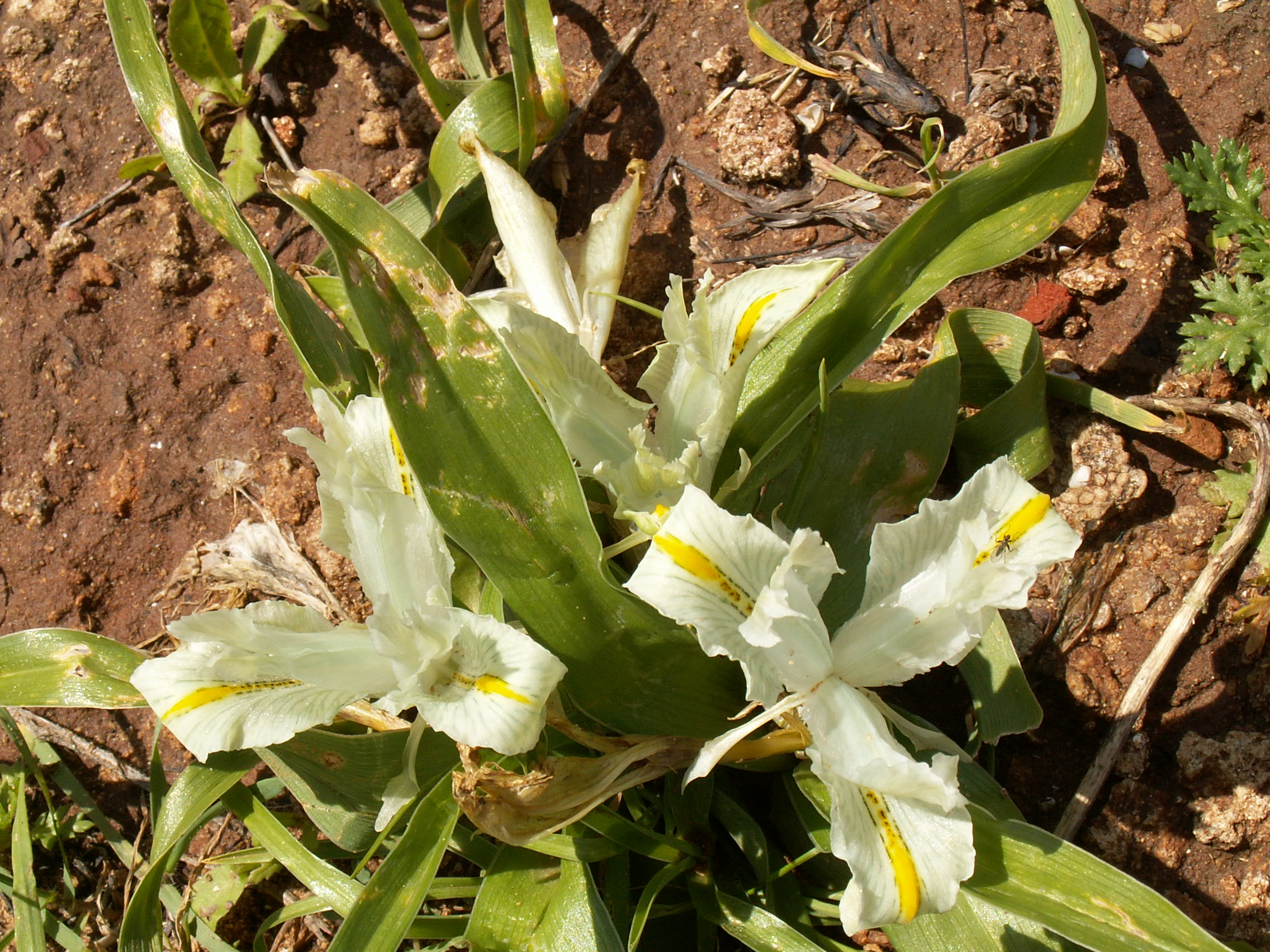
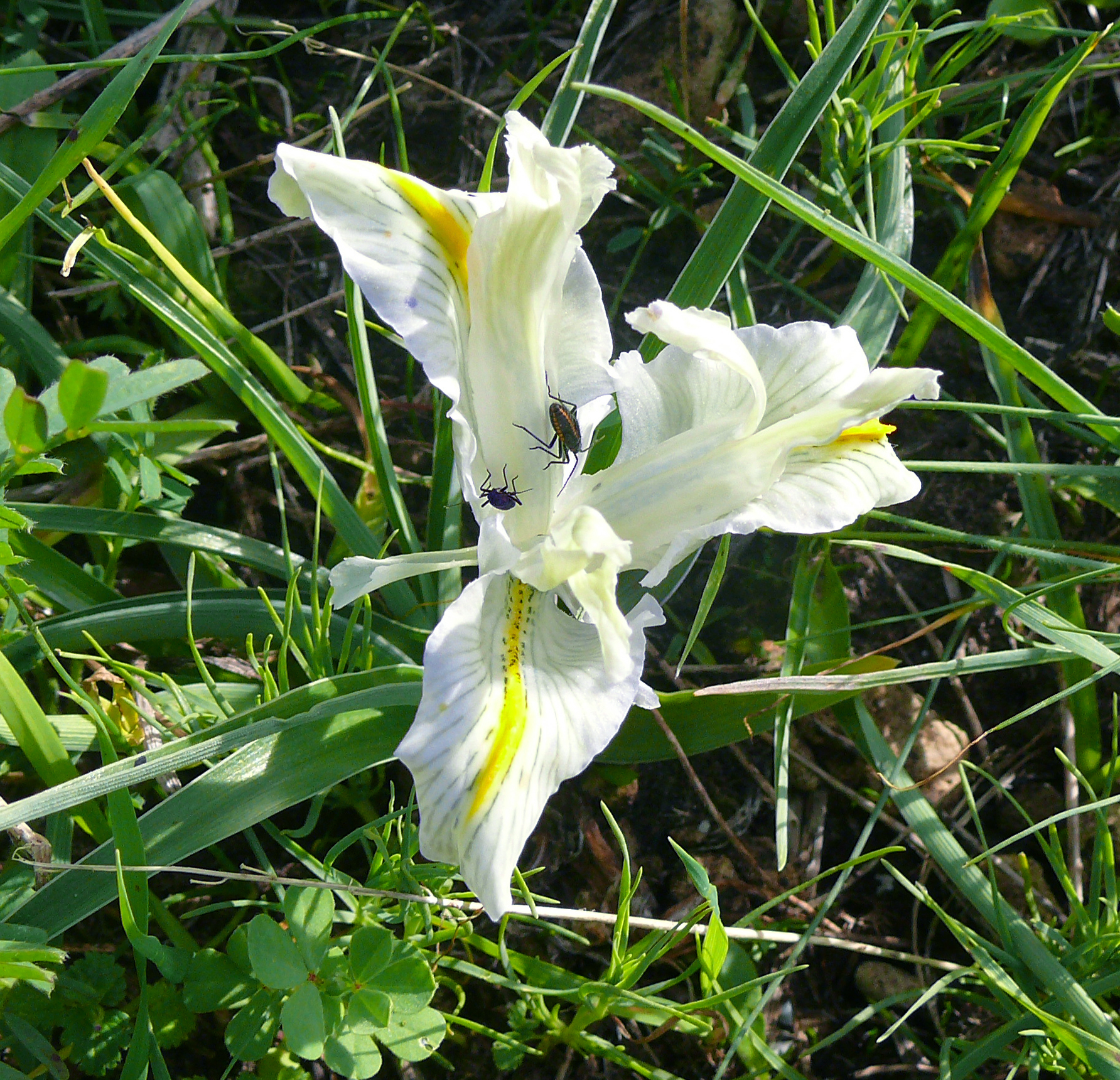